# Косьва (деревня)
Косьва — деревня в Кудымкарском районе Пермского края. Входила в состав Ошибского сельского поселения. Располагается на левом берегу реки Велвы северо-восточнее от города Кудымкара. Расстояние до районного центра составляет 32 км. По данным Всероссийской переписи населения 2010 года, в деревне проживало 17 человек (8 мужчин и 9 женщин).

## Этимология
В регионе имеется одноименная река Косьва, которая с коми языка переводится как кось «порог, перекат, мель» и ва — «вода, река». 

## История
До революции в деревне располагалась контора Строгановых, в собственности которых находились окрестные леса. В народе это здание называли «господским домом». После революции он был разрушен. В 1952 году напротив бывшего «господского дома» на реке Велве была сооружена плотина с небольшой гидроэлектростанцией на 105 киловатт. Она снабжала электричеством близлежащие населённые пункты. Позднее, когда в деревню протянули ЛЭП, плотина была разобрана за ненадобностью.
По данным на 1 июля 1963 года, в деревне проживало 85 человек. Населённый пункт входил в состав Ошибского сельсовета.